# قلعه نصوری

بادگیر قلعه نصوری که باد تابستانی خلیج فارس را به داخل قلعه هدایت می‌کند

 قلعهٔ نصوری واقع در شهر بندر طاهری از توابع بخش مرکزی شهرستان کنگان یکی از اثرهای تاریخی و از نقاط دیدنی استان بوشهر در جنوب ایران است. تپه قلعه نصوری (قلعه شیخ) مربوط به دوره قاجار است و در تاریخ ۲۵ اسفند ۱۳۷۹ با شمارهٔ ثبت ۳۵۱۳ به‌عنوان یکی از آثار ملی ایران به ثبت رسیده است.
«قلعهٔ نصوری» در ۲۵۰ کیلومتری شرق استان بوشهر قرار گرفته‌است.  قلعهٔ نصوری به «قلعه شیخ» نیز مشهور بوده‌است، و متعلق به اوایل دورهٔ قاجاریه است. ساخت قلعه به امر شیخ جبار نصوری در حدود ۱۸۰ سال پیش انجام یافته و معمار آن علی اضعر شیرازی بوده‌است. مصالح به کاررفته، سنگ‌های بزرگ و ملاط آن گل و گچ است. 
دَر ورودی قلعه از سمت جنوب و رو به خلیج فارس است که دارای دَر بزرگ چوبی با گل میخ و کنده کاری است. بعد از ورودی اصلی یک هشتی بزرگ وجود دارد که دارای هشت طاقچه ساده‌است. زمانی که انسان از هشتی وارد حیاط بیرونی می‌شود؛ در جبهه شمالی آن یک ردیف پلکان به طبقه دوم منتهی می‌شود و یک درب چوبی ساده، آن را به اندرونی وصل می‌کند. در جبهه باختری نیز یک پلکان به طبقه دوم می‌رود. در این طبقه یک ایوان با ستون‌های سنگی و گچبری‌های جالب وجود دارد. این ایوان از طرف پنج در چوبی به اتاقی راه می‌یابد که باختر آن قرار دارد. در این اتاق یک گچ بری با تزیینات گل و بوته وجود دارد که فاقد هرگونه تزیین است و در جبهه باختری از طریق پلکانی به طبقه دوم راه می‌یابد. 
این بنا دارای بادگیری همانند بادگیرهای ساختمان‌های ساحلی خلیج فارس است. این بنا ویژگی معماری ساختمان‌های قاجاریه را دارد. قلعه دارای ایوان ستون داری در طبقه دوم می‌باشد. تزیینات گچ بری مربوط به این قسمت است. سبک کار و تراش آن‌ها شبیه ستون‌های بازار وکیل شیراز است. گچ بری‌ها شامل شاخ و برگ گل و بوته، فرشتگان و پرندگانی است که بر رونق و زیبایی قلعه افزوده‌است.